# Jacopo Peri

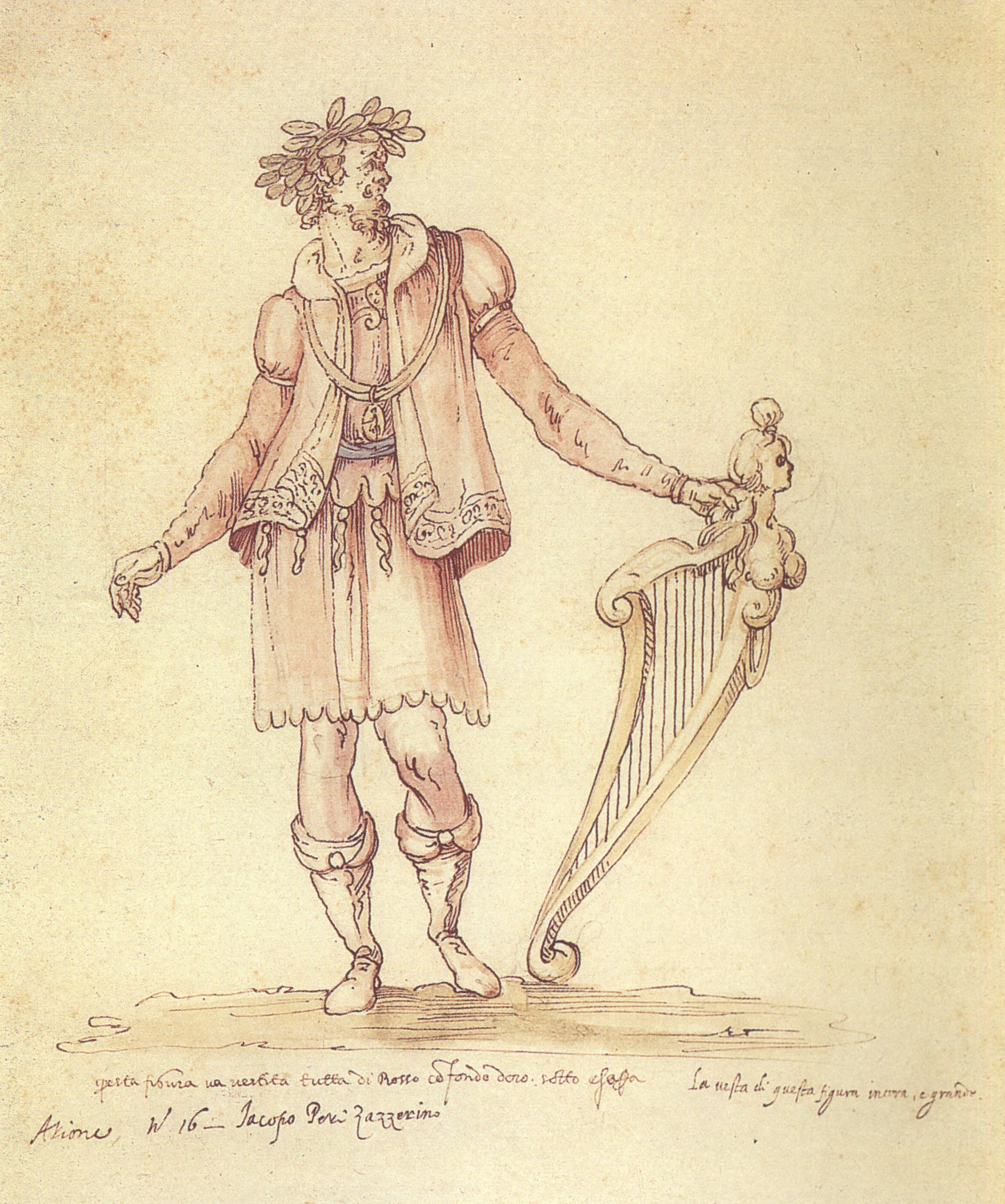
Jacopo Peri

Jacopo Peri (* 20. August 1561 in Rom; † 12. August 1633 in Florenz; Spitzname Il Zazzerino, der Langhaarige/Zottelkopf) war ein italienischer Komponist. Er zählt zu den Wegbereitern der Oper. 

## Leben
Ersten musikalischen Unterricht erhielt Peri von Cristofano Malvezzi. Schon bald war er als guter Sänger und Organist bekannt, so dass er von vielen Adeligen zu Festen und Aufführungen eingeladen wurde. 1587 stellte ihn die Fürstenfamilie der Medici an. 1591 wurde Peri dort Kapellmeister, direttore della musia e di Musiche.

## Monodie und Generalbass
Peris Zeit war die der neuentstehenden Monodie und der beginnenden Generalbassmusik. Die neue Form der Begleitung des Gesanges durch ein Bassinstrument (Tasten- und Lauteninstrumente) gab dem einstimmigen Gesang, der das Wort und seinen Sinn (im Unterschied zu der als ausufernd empfundenen chorischen Mehrstimmigkeit) auf verständlichere Art in den Mittelpunkt stellte, eine feste Stütze. Im Hause des Grafen Giovanni de’ Bardi aus dem Geschlecht der florentinischen Grafen von Vernio wurde diese neue Musik besonders gepflegt. Der musikliebende Bardi interessierte sich insbesondere für das Altertum, sein Augenmerk galt den antiken Tragödien. Sein Haus wurde zum Mittelpunkt ergiebiger Studien, vor allem in musikalischen Fragen. Es trafen sich hier Edelleute, Dichter und Musiker; ein erlesener Kreis war geboren, der sich Camerata Fiorentina nannte. 
Diesem Kreis gehörte auch Jacopo Peri an. Nach Art der gelehrten Gesellschaften dieser Zeit (Akademien) führten sie kunstphilosophische Gespräche, und daraus entstanden entscheidende Anregungen und Versuche, den verlorengegangenen Stil der antiken Tragödie wieder ins Leben zu rufen.
Bestrebungen, die antike Musik zu erneuern, lagen in der Luft: Durch den Neudruck der antiken Theoretiker war das Interesse schon gegen Ende des 16. Jahrhunderts geweckt worden.

## Entstehung der Oper
Aber die Idee der Dichter und Musiker der Camerata Fiorentina war die Wiederaufführung antiker Dramen – eine Idee, die der Zeit der Renaissance und des Humanismus wohl anstand. Sie wussten, dass das griechische Drama mit Musik verbunden war und sie wussten, dass diese Musik einstimmig gewesen war. Was also lag näher, als die antiken Stoffe mit der neuen Monodie zu verbinden? Das war letzten Endes der Kern dessen, was sie getan haben. Doch aus diesem Versuch, aus einem Experiment also, war eine neue Kunstform entstanden – die Oper.
Den stile recitativo oder auch cantar recitando erfand Jacopo Peri: das Rezitativ, das zusammen mit der Arie Hauptbestandteil der italienischen Barockoper wurde. Diesen „sprachnahen Gesangsstil“ erklärt er im Partiturdruck seiner Euridice (1600), indem er auf die (vermutete) Technik der Griechen und Römer beim Vortrag ihrer Tragödien hinweist. Sie hätten die „Melodie des gewöhnlichen Sprechens“ [die Tonhöhe] dabei in der Weise angehoben, dass diese ein „Mittelding annahm“ zwischen Singen und Sprechen.
Peri komponierte einen Satz der 1589 anlässlich der Hochzeit von Ferdinando I. de’ Medici mit Christine von Lothringen in Florenz aufgeführten Intermedien für La pellegrina und wirkte darin auch als Sänger mit.
Im Frühjahr 1598 wurde während des Karnevals im Hause von Jacopo Corsi das Werk aufgeführt, welches heute allgemein als erste Oper der Musikgeschichte angesehen wird: La Dafne auf einen Text des Dichters Ottavio Rinuccini. Corsi selbst hatte einige Gesänge des Textes komponiert, um seine Intentionen festzulegen, die Vollendung der Oper aber Jacopo Peri übertragen. Die Musik zu dieser Oper ist verlorengegangen. Zwei Fragmente einer Abschrift existieren in der Bibliothek des Konservatoriums von Brüssel.
Am 6. Oktober 1600 wurde in Florenz die pompöse Hochzeit Heinrichs IV. von Frankreich mit der Prinzessin Maria de’ Medici gefeiert. Aus diesem Anlass wurde im Palazzo Pitti die Oper L’Euridice gespielt. Der Text war wiederum von Rinuccini und die Musik von Peri. Allerdings wurden bei der ersten Aufführung Teile der Musik durch die entsprechenden Teile von Giulio Caccinis Euridice ersetzt; erst im Druck erschien Peris Oper vollständig.
Die dritte Peri-Oper ist La Flora o vero Il natal de’ fiori; sie wurde am 11. Oktober 1628 ebenfalls im Palazzo Pitti in Florenz anlässlich der Hochzeit des Herzogs Odoardo Farnese von Parma mit der Prinzessin Margherita von Toscana aufgeführt.

## Der Stile Nuovo
Der Stile nuovo, die begleitete Monodie, war die Erfindung der Italienischen Musikrenaissance um die Wende des 16. zum 17. Jahrhundert. Sie war allerdings vorher schon längst bekannt und wurde ausgeübt. Die ganze weltliche Musikgeschichte des 14. und 15. Jahrhunderts ist ja nach unserer Auffassung eine Geschichte des begleiteten Liedgesanges gewesen. Ein Großteil dieser Literatur ist das begleitete Strophenlied: das Hauptelement der späteren Kantate war also im Prinzip schon vorhanden.
Vieles, was in diesem neuen Stil verfasst worden ist, blieb nicht erhalten. Überdauert aber haben die lyrischen Stücke der beiden Hauskomponisten der Camerata Fiorentina: die Nuove Musiche des Giulio Caccini und des Jacopo Peri, deren Anfänge nachweislich ins 16. Jahrhundert zurückreichen.

## Das Rezitativ
Das grundlegend Neue an diesem Stile nuovo ist das Rezitativ, dessen gesungene Deklamation von einem unter der Stimme mitlaufenden Harmonie-Instrument gestützt wird. Der Gesang wird dabei nicht instrumental unterbrochen. 
Peris Musik ist freier und pathetischer als die Caccinis. Wobei Peri „auf jene Ausdrucksweisen und Tonfälle acht gegeben hatte, die uns in dem Schmerz, in der Freude und in ähnlichen Zuständen zu Gebote stehen […], den Affekten entsprechend“.
Peri hinterließ eine Sammlung strophischer Gedichte, Le Varie Musiche, 1609, die in Form von Rezitativen und Solo-Madrigalen im neuen, monodischen Stil komponiert sind.
Was die Komponisten aus dem Kreis der Camerata Fiorentina begonnen hatten, übernahm, erweiterte und vollendete Claudio Monteverdi. Von da an breitete sich die Oper von Florenz schnell aus in Italien und dem gesamten Europa, und sie sollte ihre Bedeutung für mehr als dreihundert Jahre beibehalten.

## Werke
- La Dafne, Libretto: Ottavio Rinuccini (Karneval 1598, Teile von Jacopo Corsi, größtenteils verschollen)
- L’Euridice, Libretto: Rinuccini (1600) Le musiche di Iacopo Peri ... sopra l'Euridice del Sig. Ottavio Rinuccini. [Die Musiken von Jacopo Peri über die Euridice des Herrn Ottavio Rinuccini] RISM ID: 990048977 Alessandro Raverii, Florenz, 1608 RISM ID: 990048978
- La Flora o vero Il natale de’ fiori (zusammen mit Marco da Gagliano), Libretto: Salvadori (Florenz 1628)
- Le varie musiche, Lieder für 1–3 Stimmen (Florenz 1609, erweitert 1619) Le Varie Musiche del Signor Jacopo Peri a una, due e tre voci con alcune spirituali in ultimo per cantare nel clavicembalo e chitarrone & ancora la maggior parte di esse per sonare semplicamente nel organo nuovamente poste in luce. In Firenze appresso Cristofano Marescotti MDCIX con licenza de' Superiori. [Die verschiedenen Musiken des Herrn Jacopo Peri für eine, zwei und drei Stimmen, mit einigen geistlichen Stücken am Ende. Zum Singen mit dem Cembalo und der Chitarrone, und zudem größtenteils auch zum einfachen Spiel auf der Orgel. Neu herausgegeben. In Florenz, bei Cristofano Marescotti, 1609. Mit Erlaubnis der Obrigkeiten] RISM ID: 990048979
  - ... con aggiunta d'arie nuove dell' istesso; et alcuni spirituali in ultimo [Mit der Hinzufügung neuer Arien desselben sowie einiger geistlicher Stücke am Ende.], Zanobi Pignoni, 1619 RISM ID: 990048980